# Salutaris ille
Salutaris ille ist ein Apostolisches Schreiben von Papst Leo XIII., er veröffentlichte es am 24. Dezember 1883. Mit der Bitte „Regina sacratissimi Rosarii – ora pro nobis (Königin des Heiligen Rosenkranzes, bitte für uns)“ ergänzt er die Lauretanische Litanei, der Papst gliedert sein Schreiben in folgende Abschnitte:
I. Das beharrliche Gebet in Notzeiten der Kirche
II. Das Rosenkranzgebet überwindet schlimme Zeitverhältnisse
III. Einfügung der neuen Anrufung: „Königin des heiligen Rosenkranzes, bitte für uns!“
Dieses Apostolische Schreiben steht in einem engen Zusammenhang mit den von ihm veröffentlichten Rosenkranzenzykliken.